# John Fisher

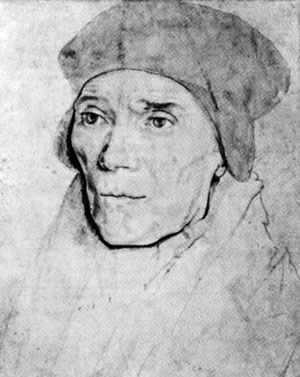
John Fisher, Zeichnung von Hans Holbein dem Jüngeren (zwischen 1497 und 1543)

Wappen von John Kardinal Fisher mit seinem Wahlspruch Faciam vos fieri piscatores hominum („Ich werde euch zu Menschenfischern machen“)

John Fisher (* 1469 in Beverley (Yorkshire); † 22. Juni 1535 in London) war Bischof des Bistums Rochester in England und Kardinal. Er wird in der römisch-katholischen Kirche als Märtyrer und Heiliger verehrt.

## Leben
Fisher war der älteste Sohn des Kaufmanns Robert Fisher und dessen Ehefrau Agnes. Nach dem Tod seines Vaters 1477 heiratete dessen Witwe erneut. 1483 trat Fisher in das College Michaelhouse in Cambridge ein. 1491 wurde er Magister Artium. 1495 empfing er die Priesterweihe. Ab 1497 war er Hofkaplan und Beichtvater Margaret Beauforts, der Mutter König Heinrichs VII. 1501 erwarb Fisher den Doktorgrad der Theologie und wurde Vizekanzler. 1502 bot man ihm einen Lehrstuhl im Fach Theologie an, den er 1503 innehatte. 1504 wurde er Kanzler der Universität von Cambridge. In den folgenden zehn Jahren wurde er in diesem Amt Jahr für Jahr wiedergewählt, bis er 1514 zum Kanzler auf Lebenszeit ernannt wurde.
Am 14. Oktober 1504 wurde John Fisher auf Vorschlag König Heinrichs VII. zum Bischof von Rochester gewählt. Die Bischofsweihe spendete ihm am 24. November 1504 im Lambeth Palace in Canterbury der Erzbischof von Canterbury, William Warham; Mitkonsekratoren waren der Bischof von Norwich, Richard Nykke, und der Bischof von Lincoln, William Smith.
Fisher war der Erzieher des Prinzen, der später als Heinrich VIII. den englischen Thron bestieg. Im Jahr 1505 bewegte Bischof Fisher Margaret Beaufort, das Christ’s College sowie das St John’s College in Cambridge zu gründen. Wegen seines hohen Ansehens hielt Fisher 1509 die Grabrede auf König Heinrich VII., danach war er Hofkaplan Heinrichs VIII. Er sollte 1512 als einer der englischen Vertreter am fünften Laterankonzil teilnehmen, doch wurde seine Abreise hinausgeschoben, und schließlich nahm er nicht am Konzil teil. Am 12. Mai 1521 predigte er in St. Pauls Cross in London bei der Verbrennung protestantischer Schriften, die in das zu jener Zeit kaum von der Reformation berührte England gekommen waren.

## Suprematsakte, Kardinalswürde und Martyrium
In dem Streit mit Heinrich VIII., der die Ehe mit  Katharina von Aragón für nichtig erklären lassen wollte, vertrat Bischof Fisher, der auch der Beichtvater der Königin war, die Lehre der katholischen Kirche, die er in mehreren Schriften darlegte. 1534 wurde er im Tower eingekerkert, weil er den Eid auf die Suprematsakte nicht leistete, das Gesetz, mit dem sich König Heinrich zum Oberhaupt der englischen Kirche erklärte. Papst Paul III. erhob Bischof Fisher in der Zeit seiner Gefangenschaft am 21. Mai 1535 zum Kardinalpriester mit der Titelkirche San Vitale. Fisher wurde des Hochverrats angeklagt, zum Tode verurteilt und am 22. Juni 1535 enthauptet, wenige Tage vor Thomas Morus.
John Fisher wurde im Jahre 1886 von Papst Pius IX. selig- und 1935 von Papst Pius XI. heiliggesprochen. Sein Gedenktag in der Liturgie der katholischen Kirche ist der 22. Juni (gemeinsam mit Thomas Morus). Mittlerweile wird seiner auch in der anglikanischen Church of England (Gedenktag 6. Juli) gedacht.

## Theologie
Fisher war Gelehrter, ein Kenner des Humanismus und der katholischen Tradition. Er war mit anderen Humanisten befreundet (unter anderen mit Erasmus von Rotterdam, der ihn im Juni 1516 besuchte, und Stephen Gardiner). Schließlich war er ein Reformer in der katholischen Kirche Englands (Klerusreform). In den theologischen Streitfragen seiner Zeit bezog Fisher eine klare Position: er wandte sich gegen die antiklerikale Haltung des englischen Unterhauses und gegen die protestantischen Bestrebungen. Seiner Feder entstammen wichtige Werke, auch Streitschriften gegen den damals aufkeimenden Protestantismus und insbesondere gegen Luther:
- Assertionis Lutheranae confutatio, Antwerpen 1523
- Contra captivitatem Babylonicam Lutheri, 1525
- Sacri sacerdotii defensio contra Lutherum, Köln 1525
- De veritate corporis et sanguinis Christi in Eucharistia, Köln 1527